# Up-Front Works
Pour les articles homonymes, voir Up-Front (homonymie).
UP-FRONT WORKS Co., Ltd. (株式会社アップフロントワークス) est une maison de disques spécialisée dans la J-pop, appartenant à la compagnie japonaise Up-Front Group, formée en mars 2004 au Japon par le regroupement de trois labels musicaux : Zetima (lié à Sony Music Japan), hachama (lié à Pony Canyon), et Piccolo Town (lié à King Records → Pony Canyon), auxquels s'ajouteront les labels Chichukai, Pacific Heaven, Rice Music, Gothuall (lié à Universal Music)...
Ses artistes sont représentés par l'agence Up-Front Promotion, les plus connus d'entre eux étant le groupe féminin Morning Musume et les autres artistes du Hello! Project.

## Liens
- (ja) Site officiel